# أنتوني جي. سيليبريز
أنتوني جي. سيليبريز هو قاضي وسياسي أمريكي، ولد في 4 سبتمبر 1910 في أنزي في إيطاليا، وتوفي في 29 أكتوبر 1998 في كليفلاند في الولايات المتحدة. نشط حزبياً في الحزب الديمقراطي. وقد انتخب قاضي محكمة الاستئناف الأمريكية للدائرة الاتحادية ‏ وانتخب عضو مجلس ولاية أوهايو ‏ (1951 – 1953) وانتخب United States Secretary of Health, Education, and Welfare ‏ (31 يوليو 1962 – 17 أغسطس 1965).

## وصلات خارجية
- أنتوني جي. سيليبريز على موقع مونزينجر (الألمانية)
- أنتوني جي. سيليبريز على موقع إن إن دي بي (الإنجليزية)